# クマハギ
クマハギ（熊剥ぎ）はニホンツキノワグマが植えられた樹木の幹に接触する際に発生する熊害の呼称。同様の事象がアメリカワシントン州およびオレゴン州にてアメリカグマによるものが確認されている。森林総合研究所東北支所の大西尚樹によると1700年代には被害が報告されており、1950年代には深刻な森林被害として認識されるようになった。樹皮剥ぎのうちシカによって行われるものはシカハギ（鹿剥ぎ）と呼ばれ、それぞれ動物の身体的特徴から皮の剥がされ方が異なる。

## 概要
ツキノワグマは春先から初夏にかけて、若葉や木の実がまだ少ない時期に、木の内側に含まれる水分や養分を摂取するために、樹皮を剥がす行動をとる。この行動は「くまはぎ」と呼ばれ、特に人工林や人里に近い山林において深刻な被害をもたらしている。

## 影響
くまはぎの被害を受けた木は、水分や養分の運搬が阻害され、樹木の全周囲のうち半分程度皮が剥がされると結実、落葉といった異常が確認されるようになり、7割程度になると樹木が枯死する。また裂かれた箇所から腐朽菌や変色菌の侵入を招き、材質が悪化する。これにより、林業資源としての価値が著しく下がり、放置されることもある。また、枯損木の増加は森林生態系のバランスを崩す要因にもなる。

## 背景
クマ自体は人前に姿を現すことが元々珍しい生き物だったが、天然林の開発と造林の拡大により1970年代にはクマの生息域の減少とヒトとの接触による人身事故が発生するようになった。

## 特徴
被害は主に胸高直径が20-30センチメートルの隣接した樹木が選ばれ、多い場合は一度に10本程度が対象となる。

## 循環型林業と地域での活用
石川県白山市などでは、くまはぎによる被害木を「廃棄すべき資源」ではなく、「循環的に活用できる素材」として位置づける取り組みが進んでいる。これらの被害木は、薪やバイオ炭として再利用され、地域の有機農業（例：米や野菜の栽培）に貢献している。特にバイオ炭は土壌改良や炭素固定など環境的にも効果があり、こうした活動は持続可能な林業の一環として注目されている【地域人材ビジネス】【石川県エコデザイン】【朝日新聞2022】。

## 文化的・社会的背景
くまはぎによる被害は単なる生態学的課題にとどまらず、人間と野生動物の共生のあり方や、持続可能な森林利用といった観点からも注目されている。近年では、くまはぎされた木を「循環資源」として活用しようという市民・企業連携のプロジェクトも出てきている。
さらに一部では、「くまはぎ」を自然淘汰の一形態と捉え、クマが選択的に木を剥ぐことが結果として森林の更新や多様性の促進につながるという新たな視点も示されている。このような見方は、くまはぎを単なる被害ではなく、生態系の自然な循環の一環として捉えるものであり、現代アートや環境教育の文脈での表現にも発展しつつある。また、アートやデザインの分野においても、くまはぎ被害木の素材的・象徴的価値に注目が集まっている。たとえば、漆芸やクラフトの素材として活用される例も報告されており、自然と共生する表現手段としての広がりを見せている【うるしのいっぽ】【京都市文化芸術都市推進室】。